# Obligation à taux fixe
Une obligation à taux fixe est la plus classique des obligations. Elle verse un intérêt ou coupon définitivement fixé lors de son émission selon une périodicité prédéfinie jusqu'à son échéance.

## Caractéristiques
Les caractéristiques à l'émission sont les suivantes :
- La valeur nominale : il s'agit de la valeur de la part de l'emprunt.
- Le taux facial : ce taux fixe permet de déterminer le montant du coupon.
- Le montant du coupon : l'intérêt versé est égal au produit de la valeur nominale et du taux facial.
- La maturité : cela exprime la durée de l'emprunt, c'est-à-dire le délai restant jusqu'à la date d'échéance.
- Le prix d'émission : ce prix correspond à la somme perçue par l'émetteur à l'occasion de l'émission de l'obligation. Il peut différer de la valeur nominale. En pareille situation, il y a une prime d'émission.
- La valeur de remboursement : cette valeur est en général égale à la valeur nominale mais elle peut en certaines occasions lui être supérieure afin d'améliorer le rendement de l'obligation.
- La qualité de l'émetteur : c'est la signature de l'émetteur. Meilleure est la signature, plus bas sera le taux requis par le marché. La qualité est évaluée par une Agence de notation financière.
- Le taux actuariel : c'est le taux utilisé pour estimer le prix d'une obligation.

## Prix d'une obligation à taux fixe
Son cours évolue au gré de l'évolution des taux d'intérêt. Une obligation à taux fixe correspond à la valeur actualisée de l'ensemble des flux futurs: le montant des coupons (intérêts versés) et la valeur de remboursement..